# Piaski (stacja kolejowa)
Piaski – zlikwidowana wąskotorowa stacja kolejowa znajdująca się w Krynicy Morskiej, w dzielnicy Nowa Karczma, w powiecie nowodworskim, w województwie pomorskim. Jest to końcowa stacja linii kolejowej ze Stegny Gdańskiej. Odcinek tej linii od Sztutowa otwarto w 1944 roku, jednak po 1945 roku został on rozebrany.